# 那由多之軌跡
《那由多之軌跡》是日本Falcom公司製作的动作角色扮演游戏，於2012年7月26日發佈在PSP平台。高清重制版于2021年~2022年在多个平台发售。

## 概要
本作是軌跡系列的第一部動作角色扮演遊戲，但在系统和迷宫的設計上更接近《双星物语》系列。
本次沒有冠上《英雄傳說》的名號，是軌跡系列另一個新世界觀的作品。

## 章節
- 序章　　通往異世界之門
- 第一章　開始轉動的齒輪
- 第二章　樂園的守護者
- 第三章　深淵病
- 第四章　最後的鑰匙
- 第五章　《神話》的真相
- 第六章　羈絆交織出的道路
- 终章　　遙遠的約定
- 後日譚　向那由多的繁星祈願

## 世界觀
本作的舞台是那由多居住的失落之島和诺伊管理的异世界“Terra”，两者通过传送门连结。

### 地域
席恩西亞海域
主角所居住的世界是由一片宽广无际的大海以及无数的小岛组成的。因为大海过于广阔，人们普遍认为这个世界是水平的，遥远的地方必然有世界的尽头。
失落之島
席恩西亞海域正中央的小岛。在这个岛的近海不停有流星或遗迹从天而降的奇特现象。在这些流星和遗迹降落的地方会有一种名为“星辰碎片”的神秘矿石。
星辰碎片
伴随流星自天而降的神秘矿石，矿石会根据光的反应出现名为“失樂園”的幻想世界景象。矿石随着海流飘向席恩西亞海域沿岸，除了失落之島外别处都找不到这种矿石。
失樂園
星辰碎片中所映出的世界。充满魅力的自然风光、从未见过的美丽的动植物和无尽的绿色大地，人们将这个神秘的、充满幻想光景的世界命名为“失樂園”。

## 登場人物
- 那由多·赫歇爾（Nayuta Herschel，聲優：水桥香织）

主角，藍色頭髮的15歲少年。
「失落之島」出身，在臨席恩西亞海域的港都桑榭利澤的學院中學習。興趣是使用父親留下來的六分儀進行天體觀測。他對這個世界上的未知之謎充滿著好奇心，為了解開世界之謎開始冒險。
- 诺伊（Noi，聲優：茅野愛衣）

粉色雙馬尾少女，體型嬌小。
與那由多相會以後就成為他的旅伴。擁有名為「核心齒輪」（MASTER GEAR）的神秘裝置，不過這個裝置被突然出現的神秘男子搶走了。
- 希格納·亞哈森（Signa Alhazen，聲優：鈴村健一）

18歲，主角的兒時玩伴。
所屬自衛隊的劍術天才，是深受那由多信賴的好哥哥。他師從歐巴斯，擁有能夠單挑魔獸的高超劍術，周圍人都覺得他很了不起。數年前和那由多一起開了一個「萬事屋」小店，專門幫助村民解決各種問題。
- 亚莎·赫歇尔（聲優：桑岛法子）

那由多的亲姐姐，代替母亲照顾那由多和希格纳。
职业是观测员，负责解析星辰碎片。擅长料理，具有良好的包容力，因此与岛上居民都相处的很愉快。
- 萊拉·巴頓（聲優：廣橋涼）

居住在失落之島的15歲少女。
與那由多是青梅竹馬，對那由多抱持著淡淡的愛戀。因為不善於坦率地表達自己的心情，所以不知不覺中對那由多的態度就變得蠻橫且愛吃醋。每次與那由多相處氣氛良好時，總是會有某些礙事的東西跑出來干擾。
- 克雷哈（Creha，聲優：竹达彩奈）

沉睡在「失樂園」中的神秘女子。
对某个现象有所反应而苏醒，但丧失了记忆。
- 傑克斯特（聲優：置鮎龍太郎）

尾随诺伊而来的神秘人物。
常在各地遗迹活动，目的不明。
- 瑟拉姆（聲優：鈴村健一）

身着发亮的铠甲，武艺超群的男人，挥舞大剑阻挡在诺伊等人面前。
与傑克斯特一起行动，但本意和面貌一样充满谜团。
- 咪西

会发出“咪西”叫声的神秘生物。
咪西在《零之軌跡》及《碧之軌跡》中被遊樂園奉為吉祥物，但劇情上並無直接联系。

## 主題曲
「那由多之星的故事」（那由多の星の物語），主唱：小寺可南子